# Phaniola cumatilis
Phaniola cumatilis là một loài ruồi trong họ Tachinidae.